# Xinqiao (köping i Kina, Sichuan, lat 30,56, long 105,53)
Xinqiao (kinesiska: 新桥镇, 新桥) är en köping i Kina. Den ligger i provinsen Sichuan, i den sydvästra delen av landet, omkring 140 kilometer öster om provinshuvudstaden Chengdu.
Genomsnittlig årsnederbörd är 1 339 millimeter. Den regnigaste månaden är juli, med i genomsnitt 269 mm nederbörd, och den torraste är december, med 7 mm nederbörd.